# Цивцкала
Цивцкала (груз. ცივწყალა) — село в Грузии, на территории Самтредского муниципалитета края (мхаре) Имеретия.

## География
Село находится в западной части Грузии, к югу от реки Риони, на расстоянии приблизительно 7 километров (по прямой) к югу от города Самтредиа, административного центра муниципалитета. Абсолютная высота — 278 метров над уровнем моря.

## Население
По результатам официальной переписи населения 2014 года, в Цивцкале проживало 22 человека (11 мужчин и 11 женщин). В национальной структуре населения грузины составляли 95,5 %, русские – 4,5 %.
| Год  | Население, человек |
| ---- | ------------------ |
| 2002 | 44                 |
| 2014 | ↘ 22               |